# Leichtathletik-Weltmeisterschaften 2013/Teilnehmer (Polen)
| Gelbes Symbol für Goldmedaillen mit stilisierten Olympischen Ringen | Graues Symbol für Silbermedaillen mit stilisierten Olympischen Ringen | Braundes Symbol für Bronzemedaillen mit stilisierten Olympischen Ringen |
| ------------------------------------------------------------------- | --------------------------------------------------------------------- | ----------------------------------------------------------------------- |
| 2                                                                   | 1                                                                     | —                                                                       |

Der Leichtathletik-Verband Polens stellte insgesamt 24 Teilnehmerinnen und 31 Teilnehmer  bei den Leichtathletik-Weltmeisterschaften 2013 in der russischen Hauptstadt Moskau.

## Medaillen
Mit zwei gewonnenen Gold- und einer Silbermedaille belegte das polnische Team Platz 8 im Medaillenspiegel.

### Medaillengewinner
| Gold - Paweł Fajdek: Hammerwurf - Anita Włodarczyk: Hammerwurf | Silber - Piotr Małachowski: Diskuswurf |

## Liste der Nominierten
| Disziplin        | Polen                                                                                       | Polen                                                                              |
| Disziplin        | Männer                                                                                      | Frauen                                                                             |
| ---------------- | ------------------------------------------------------------------------------------------- | ---------------------------------------------------------------------------------- |
| 100 m            | —                                                                                           | —                                                                                  |
| 200 m            | Karol Zalewski                                                                              | Marika Popowicz                                                                    |
| 400 m            | —                                                                                           | —                                                                                  |
| 800 m            | Adam Kszczot Marcin Lewandowski                                                             | —                                                                                  |
| 1500 m           | —                                                                                           | Renata Pliś                                                                        |
| 5000 m           | —                                                                                           | Dominika Nowakowska                                                                |
| 10.000 m         | —                                                                                           | Karolina Jarzyńska                                                                 |
| Marathon         | —                                                                                           | —                                                                                  |
| 100 m Hürden     | —                                                                                           | —                                                                                  |
| 110 m Hürden     | Artur Noga                                                                                  | —                                                                                  |
| 400 m Hürden     | —                                                                                           | —                                                                                  |
| 3000 m Hindernis | Mateusz Demczyszak Krystian Zalewski                                                        | Katarzyna Kowalska                                                                 |
| 20 km Gehen      | Rafał Augustyn Dawid Tomala                                                                 | Paulina Buziak Agnieszka Dygacz Katarzyna Kwoka                                    |
| 50 km Gehen      | Adrian Błocki Łukasz Nowak Grzegorz Sudoł                                                   | —                                                                                  |
| 4 × 100 m        | Jakub Adamski Kamil Kryński Robert Kubaczyk Artur Zaczek Karol Zalewski Grzegorz Zimniewicz | Marta Jeschke Martyna Opoń Marika Popowicz Ewelina Ptak Weronika Wedler            |
| 4 × 400 m        | Patryk Dobek Kacper Kozłowski Łukasz Krawczuk Marcin Marciniszyn Rafał Omelko               | Iga Baumgart Agata Bednarek Małgorzata Hołub Justyna Święty Patrycja Wyciszkiewicz |
| Stabhochsprung   | Robert Sobera                                                                               | Anna Rogowska                                                                      |
| Hochsprung       | Szymon Kiecana                                                                              | Justyna Kasprzycka Kamila Stepaniuk                                                |
| Weitsprung       | —                                                                                           | —                                                                                  |
| Dreisprung       | —                                                                                           | Anna Jagaciak                                                                      |
| Kugelstoßen      | Tomasz Majewski Jakub Szyszkowski                                                           | —                                                                                  |
| Diskuswurf       | Piotr Małachowski Robert Urbanek                                                            | Żaneta Glanc                                                                       |
| Hammerwurf       | Paweł Fajdek Szymon Ziółkowski                                                              | Anita Włodarczyk                                                                   |
| Speerwurf        | Łukasz Grzeszczuk Marcin Krukowski                                                          | —                                                                                  |
| Siebenkampf      | —                                                                                           | Karolina Tymińska                                                                  |
| Zehnkampf        | —                                                                                           | —                                                                                  |